# Roberta Casile
Roberta Casile (Reggio Calabria, 20 marzo 1986) è una calciatrice italiana, difensore del Bologna.

## Palmarès
- Coppa Italia: 1

Reggiana: 2009-2010
- Campionato italiano di Serie B: 2

Reggiana (Sassuolo): 2016-2017